# Styloleptus laticollis
Styloleptus laticollis là một loài bọ cánh cứng trong họ Cerambycidae.